# Дашков, Василий Яковлевич
Василий Яковлевич Дашков (р. ок. 1620 — ум. 1680) — российский государственный деятель, воевода и думный дворянин.
Сын Якова Авксентьевича Дашкова, из дворянского рода Дашковы.

## Биография
Стряпчий (1636-1640). Присутствовал при встрече персидского посла (05 февраля 1639). Стольник (с 1647). Ездил за государем (1650—1652). Служил у Государева стола (1651). На службе в литовских городах (1654—1655), за что пожалован придачей к окладу (1658). Судья Московского (17 марта 1659 - 05 июня 1660) и 2-й судья Владимирского (06 июня 1660-1661) судных приказов. Послан на съезд для размежевания (20 апреля 1662). Посол в Англии (1664). Дневал и ночевал у гроба царевича Симеона Алексеевича (25 июня, 06 и 20 июля 1669). За местничество с Пушкиным посажен в тюрьму (1672).
Третий воевода в Смоленске (1672-1675), воевода в Дорогобуже (1675-1676). Пожалован в думные дворяне (1676). Служил судьёй (руководителем) Каменного приказа (1676). Исполнял дворцовые обязанности (1677-1679).
Постригся в монахи под именем Иоакинф (1679) и в следующем году умер.

## Семья
Женат на Матрене Тимофеевне урождённой Лихачевой (ум. 1700).
Дети:
- Дашков Иван Васильевич Большой — стольник царицы Марии Ильиничны, пожалован стольником к Государю (11 августа 1669), на службе в Брянске (1669), жалован придачами к окладу (1668, 1671, 1675, 1686), умер монахом Троице-Сергиевой лавры.
- Дашков Иван Васильевич Средний — стольник царицы Натальи Кирилловны (1677), комнатный стольник (1681) и был стольником "у крюка" (13 февраля 1681).
- Дашков Иван Васильевич Меньшой — стольник (1675), ездил за Государём (1676), служил у Государева стола (08 июня 1679), за брань в государевых хоромах посажен в тюрьму (07 декабря 1684).